# Hiranuma Kiichirō
El barón Hiranuma Kiichirō (平沼 騏一郎?  28 de septiembre de 1867-22 de agosto de 1952) fue un prominente político japonés y primer ministro de Japón desde el 5 de enero al 30 de agosto de 1939. El político japonés Takeo Hiranuma es su hijo adoptivo.

## Primeros años
Nació en la actual ciudad de Tsuyama, en la prefectura de Okayama. Fue hijo de un samurái de clase baja del Dominio de Tsuyama, en la provincia de Mimasaka. Se graduó con una licenciatura en Ley inglesa en la Universidad Imperial de Tokio en 1888. Posterior a su graduación, obtuvo un puesto en el Ministerio de Justicia.

## En el Ministerio de Justicia
En este organismo obtuvo una reputación como un fuerte opositor de la corrupción gubernamental, resolviendo exitosamente casos de alto perfil. Fue director del Tribunal Supremo de Tokio, fiscal de la Corte Suprema de Japón y director de la Oficina de Asuntos Civiles y Criminales. En 1909, aseguró la condena de veinticinco miembros activos y retirados de la Dieta de Japón, por haber aceptado sobornos de la Japan Sugar Company. Fue viceministro de Justicia en 1911 y fiscal general en 1912.
En 1915, obligó al ministro de Interior Oura Kanetake, en el gabinete del primer ministro Okuma Shigenobu a renunciar tras una sospecha de soborno.
Hiranuma fue referido como un vocero contra la corrupción e inmoralidad de los partidos políticos japoneses, y su actitud era considerada influida por influencias extranjeras como el socialismo y la democracia liberal. Creó con Sadao Araki el grupo  Kokuhonsha, y participó en otros grupos nacionalistas. Asumió el cargo de jefe de la Corte Suprema de Japón en 1921.
Fue Ministro de Justicia en la segunda administración de Yamamoto Gonnohyoe desde septiembre de 1923 hasta enero de 1924. Siendo ministro, propuso la creación de la Policía del Pensamiento para combatir el comunismo, socialismo y otras ideologías que él consideró subversivas. En 1924, fue presidente de la Casa de Lores y fue miembro del Consejo Privado. En 1926, fue elevado al título de danshaku (barón) bajo el sistema de nobleza kazoku .

## Consejero Privado
Hiranuma fungió en el Consejo Privado alrededor de diez años, ejerciendo una influencia considerable entre bastidores. Fue contrario a la reforma económica del primer ministro Wakatsuki Reijirō; también se opuso a la ratificación del Tratado naval de Londres en 1930. En 1931, apoyó dentro del Gobierno la invasión de Manchuria por el Ejército Imperial Japonés sin autorización previa, y posteriormente ayudó en la creación de Manchukuo. También apoyó la retirada de Japón de la Sociedad de Naciones. En 1934, dirigió el procesamiento del incidente de Teijin, que precipitó al renuncia del Gobierno del primer ministro Saitō Makoto. En 1936, Hiranuma fue nombrado presidente del Consejo Privado.

## Primer ministro

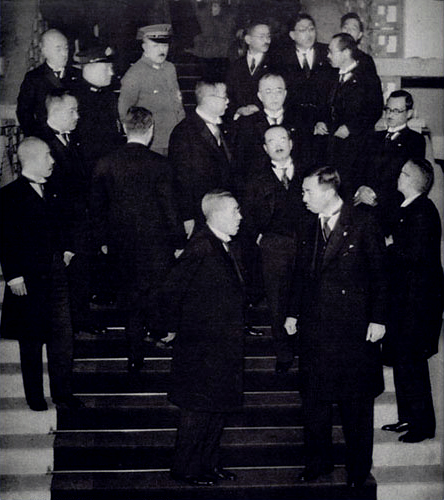
El primer ministro japonés Kiichirō Hiranuma (1867-1952, en el cargo de enero a agosto de 1939, centro, primera fila) y los miembros de su gabinete.

Fue nombrado primer ministro de Japón, cargo que desempeñó desde el 5 de enero de 1939 hasta el 30 de agosto del mismo año. Su administración estuvo dominada por el debate acerca de si Japón debía aliarse o no con la Alemania nazi para buscar la neutralización de la influencia soviética sobre Japón. Hiranuma buscaba un pacto anticomunista, pero temía que un pacto militar originase una guerra con los Estados Unidos y Gran Bretaña cuando la mayor parte de las fuerzas japonesas estaban luchando en la segunda guerra sino-japonesa. Con la firma del Pacto de No Agresión Germano-Soviético en agosto de 1939, el gabinete de Hiranuma renunció.

## Ministro de Interior
Hiranuma regresó al Gobierno después de su renuncia como primer ministro, aceptando el puesto de ministro de Interior en la segunda administración de Konoe Fumimaro, que duró del 21 de diciembre de 1940 hasta el 18 de julio de 1941.
Como tal, fue un defensor incondicional del shinto estatal y organizó el Consejo de Investigación de Ritos Shinto. Declaró que desarrollaría la investigación de ritos ancestrales y que los aplicaría en los asuntos administrativos y en la vida diaria. Junto con el príncipe Kanin y Kuniaki Koiso, restituyó los antiguos ritos sagrados en el río Sukumo, el “Rito Preliminar de Misogi”.
Sin embargo, fue un firme opositor de las acciones políticas y diplomáticas del ministro de Asuntos Exteriores Yōsuke Matsuoka, y del Pacto Tripartito entre Japón, la Alemania nazi y la Italia fascista de 1940. Renunció del gabinete tras la dimisión del primer ministro Konoe en octubre de 1941.

## Como Jūshin
Fungió como uno de los miembros del  Jūshin, un grupo no oficial de grandes consejeros del emperador Hirohito, durante la Segunda Guerra Mundial. Hiranuma observó que el grupo era una continuación del genrō, ya que el último miembro sobreviviente de la Era Meiji, el príncipe Saionji Kinmochi murió en noviembre de 1940. El nuevo grupo incluía los antiguos primeros ministros Mitsumasa Yonai, Nobuyuki Abe y Konoe Fumimaro, quienes apoyaban la agresiva política exterior de Japón, y el socialismo de derecha de Kingoro Hashimoto, que apoyaba la creación de un shogunato que pudiera administrar el Imperio de manera directa.
En abril de 1945, Hiranuma nuevamente fue nombrado presidente del Consejo Privado. Después de la guerra, fue arrestado por las Autoridades Estadounidenses de Ocupación, enjuiciado por el Tribunal Militar Internacional para el Lejano Oriente como criminal de guerra de clase A y se le condenó a cadena perpetua. Sin embargo, le fue concedida la libertad condicional a comienzos de 1952, y murió a los pocos meses. Su tumba está en el Cementerio de Tama, en las afueras de Tokio.